# William Lederer
Pour les articles homonymes, voir Lederer.
William Julius Lederer (31 mars 1912 - 5 décembre 2009) est un écrivain américain, titulaire d'un diplôme de l'Académie navale d'Annapolis, et qui servit les intérêts américains pendant la Guerre froide.
Son œuvre la plus vendue, The Ugly American (1958), fut l'un des nombreux romans qu'il a coécrit avec Eugène Burdick (en).